# 트레스 디아스
트레스 디아스(Tres Dias, TD) 또는 뜨레스 디아스는 스페인어로 3일이라는 뜻으로 3박 4일간의 개신교의 신자 훈련 코스 중 하나이다.

## 유래
트레스 디아스는 후안 에르바스(Juan Hervas) 주교, 에우아르도 보닌(Eduardo Bonnin) 등이 제안한 로마 가톨릭의 꾸르실료 운동에서 유래하였다. 1960년대에 가톨릭의 꾸르실료가 처음으로 영어서비스가 진행되었는데 여기에 참여했던 신실한 개신교인들에 의해서 만들어졌다. 그리고 그 첫 결실이 1972년11월 2일부터 11월5일가지 열린 뉴욕 뉴버그지역에 기반을 둔 Mid-Hudson 트레스디아스 제1회 위크엔드가 역사상 첫 위크엔드가 되었다. 이를 통해서 경험한 미군장성들을 통해서 트레스디아스 운동은 미국전역으로 퍼져나갔으며 이후 1970년대 후반에 트레스디아스 국제협의회(TresDias International)가 창설되었다. 우리나라에서의 트레스디아스의 유래는 바로 1970년대에 미국내에서 트레스디아스를 경험한 주한미군정상들이 주축이 되어서 시작한 주한 미8군내에서 진행되었던 서울트레스디아스(영문 , 1985년에 제1회 위크엔드를 개최)를 경험한 이들에 의해서 자발적으로 트레스디아스프로그램이 국내에 소개되었다. 그리고 지난 2012년 9월에 트레스디아스 인터네셔널 서울 총회가 서울 종로5가에 위치한 연동교회에서 개최되었었다.

## 관련사이트
- 트레스디아스 한국위원회
- 트레스디아스 인터네셔널